# Інститутська, 15/5
Будинок № 15/5 (будинок Українського військового округу (УВО), будинок Київського особливого військового округу) — світло-блакитний житловий будинок, розташований на Інститутській вулиці, 15/5, у кварталі, обмеженому Шовковичною і Садовою вулицями.
Окремі елементи оздоблення фасадів характерні для архітектурної естетики середини 1930-х років, коли намітився перехід від конструктивізму до класичних форм сталінської архітектури.
16 травня 1994 року внесений до обліку пам'яток містобудування й архітектури. Статус пам'ятки підтверджений наказом Міністерства культури і туризму України № 747/0/16-06 від 7 вересня 2006 року.

## Історія ділянки
З 1830-х років садиба площею 3705 м² належала київській адміністрації. У наступні роки тут розмістили канцелярію київського генерал-губернатора, чию резиденцію облаштували на протилежному боці Інститутської вулиці (№ 18-20/8), на проданій ще в листопаді 1833 року садибі. У 1879—1886 роках дерев'яні споруди використовували як склади речей недоторканного військового запасу. 1886 року влада вирішила продати садибу, розділивши її на три ділянки. 1896 року в торгах взяв участь Олександр Бродський, який викупив всю садибу. Однак через прохання вдови генерал-майора А. М. Демидовської міська дума визнала торги недійсними. Вона заявила, що ділянки у центрі міста мають бути притримані «для російського елемента», а не для євреїв. Дружина Бродського Євгенія Веніамінівна згодом згадувала, що «генеральша Демидовська… була нашою конкуренткою, розраховуючи нам потім перепродати місце з вигодою».
Зрештою ділянку на розі Інститутської та Шовковичної вулиць площею 271,25 сажнів² (1235 м²) придбав титулярний радник О. О. Барбан. Згодом він перепродав її Марії Олександрівні Чаплинській. У 1908—1918 роках власницею була дружина надвірного радника Софія Миколаївна Навразова (або Наврозорова).
Більшу частину садиби на розі Інститутської і Садової вулиць дісталась Олександру Йосиповичу Бродському (1857—1923), двоюрідному братові київських «цукрових королів» Льва та Лазаря Бродських. Він закінчив юридичний факультет Київського університету. Був засновником і директором Південноросійського товариства пивоварних заводів, першим директором Київського бактеріологічного інституту.
У вересні 1896 року на садибі за проєктом архітектора Михайла Артинова розпочали зведення двоповерхового будинку у стилі неоренесанс. Свій сад Бродський засадив деревами з плодового розсадника українського вченого-помолога і садовода Левка Симиренка, (1855—1920).
У революційні роки Київ кілька разів займали більшовики. 1918 року Бродський залишив садибу й емігрував з родиною до Берліну.
З 6 лютого до 30 серпня 1919 року більшовицькі чекісти влаштували в Києві червоний терор.
У звіті про їхні злочини, складеному одразу після звільнення Києва, йдеться:
| «У колишньому будинку графині Уварової на вул. Катерининській № 16 розташувалася Всеукраїнська ЧК, в колишньому генерал-губернаторському будинку на Інститутській (№ 18-20/8) — губернська ЧК, а навпроти, в особняку Бродських із старовинними палісандровими меблями, придбаними ще в Златополі у князя Лопухіна,… розташувалася канцелярія ЧК. 31 серпня більшовики відступили з міста і киянам відкрилася страшна картина… Найгірше в будинку на розі Садової та Інститутської: там в саду були розстріляні і тут же закопані останні 67 жертв. Каретний сарай або стайня в цій же садибі давно служили катівнею, там був влаштований навіть стік для крові. Трупи розстріляних абсолютно голі»[7]. |
З остаточним встановленням радянської влади садибу знову конфіскували, а 1922 року націоналізували і пристосували під комунальне житло. Із серпня 1928 року в приміщенні містився колектор-розподільник для 60 розумово відсталих дітей. На сусідній ділянці на розі Інститутської та Шовковичної зберігалась дерев'яна забудова.

## Будівництво і використання будівлі
Після перенесення в 1934 році столиці України з Харкова до Києва перевели командування Київського військового округу (УВО). Виникла нагальна потреба в забезпеченні офіцерів житлом. Тоді ж розпочали грандіозну реконструкцію Липок. На Інститутській вулиці знесли малоповерхові будинки, а також особняк Бродського. На замовлення вищого командного складу Червоної армії в центрі міста будують великі житлові будинки. Будівництво особисто контролював командувач Українського військового округу (з 1935 року — Київського військового округу) Йона Якір. Зокрема за проєктами архітектора Йосипа Каракіса звели будинки у Георгіївському провулку, 2, на Золотоворітській вулиці,2, житловий комплекс на вулиці Січневого повстання,3-5 (тепер — Івана Мазепи), а також будинок УВО на Інститутській, 15/5.
Тодішня критика позитивно сприйняла будинок УВО:
| «Цей дім своєю архітектурою буде одним із найцікавіших серед нових будинків Києва. Разом із рішучою відмовою від методів оголеного конструктивізму ми маємо тут сліди безперечних оригінальних шукань нового стилю в архітектурі»[9][8]. |
У 2002—2004 роках надбудували два поверхи. На це фахівці відреагували по-різному. Одні стверджували, що реконструкція в цілому вписалась у стиль будинку, інші, як президент Національної Спілки архітекторів України Ігор Шпара, — що надбудова «спотворила архітектуру цього прекрасного житлового будинку з його відомими фризами з кіннотою».
У новітні часи перший поверх наріжних секціях займають крамниці.

## Архітектура

Панно із зображенням кінноти

П'ятиповерхова, цегляна, Ш-подібна у плані будівля має шість секцій. Дві секції зміщенні в глибину, внаслідок чого утворюється мальовнича композиція з двома широкими курдонерами. Цей ритм площин фасаду чергується з гладкою тинькованою і рустованою стінами. Віконні прорізи підкреслюються тягами.
Фасади вирішені у стилі конструктивізму з елементами неокласики.
Акцентом виступають зрізані наріжні частини із заскленими сходовими клітками.
Йосип Каракіс вперше в довоєнному житловому будівництві проєктує традиційні для Києва в минулому внутрішні сходи з верхнім світлом. Архітектор мав намір заміряти освітлення сходової клітки в будівлі люксметром. Однак проводити заміри не довелось, коли побачив охоронця-червоноармійця з гвинтівкою, який читав на сходах лист з дому. Отже, світла було достатньо.
Фасади розчленовані на три яруси. Стіна цокольного поверху оздоблена рустом. Наріжні еркери, сходові клітки та перспективні портали оформлені в єдине ціле.
Оскільки будинок призначався для офіцерів Українського військового округу Червоної армії, у верхній частині порталів архітектор передбачив панно із зображенням червоної кінноти, виконане технікою сграфіто.